# Januch-Džat
Januch-Džat (hebrejsky יָנוּחַ-גַ'תּ nebo יאנוח-ג'ת ,arabsky يانوح-جت, v oficiálním přepisu do angličtiny Yanuh-Jat) je místní rada (malé město) v Izraeli, v Severním distriktu, které obývají izraelští Drúzové.

## Geografie
Leží v nadmořské výšce 518 metrů v kopcích Horní Galileji. Město se nachází cca 110 kilometrů severovýchodně od centra Tel Avivu a cca 30 kilometrů severovýchodně od centra Haify. Část města Januch leží na hřbetu Har Janoach, který je na severu ohraničen hlubokým údolím vádí Nachal Mašan, na jihu údolím Nachal Janoach. Západně od Januch ještě začíná kratší vádí Nachal Šlal. Podobně i část města Džat se nachází na vyvýšené terase. Ze severu ji obtéká vádí Nachal Janoach, z jihu Nachal Gita. Dál k jihu terén prudce spadá do údolí Nachal Bejt ha-Emek, nad kterým se vypínají útesy Cukej Gita. Na severovýchod od města terén přechází do náhorní planiny, na níž leží průmyslová zóna Tefen.
Januch-Džat je situován v hustě osídleném pásu, přičemž osídlení v tomto regionu je etnicky smíšené. Vlastní Januch-Džat obývají izraelští Drúzové. V okolí leží muslimská, křesťanská i židovská sídla. Město je na dopravní síť napojeno pomocí lokální silnice číslo 8721. Po roce 2009 byla dokončena nová silnice, která napojuje část obce Džat východním směrem na průmyslovou zónu Tefen.

## Dějiny
Januch-Džat vznikl roku 1990 sloučením dvou do té doby samostatných obcí: Januch a Džat.
- Januch podle některých teorií navazuje na biblické sídlo Janóach (יאנוח), které zmiňuje 2. kniha královská 15,29[5] V roce 1220 se tu připomíná křižácká pevnost.[6] Za křižáků se obec nazývala Janut. První Drúzové do vesnice dorazili v 18. století. Podle drúzské tradice je jméno obce odvozeno od biblického Noe.[7] V Januch stojí drúzská svatyně, ve které je podle tradice pohřben jeden z drúzských šejků.[6] Stojí tu svatyně muslimského proroka Šamse.[8] Francouzský cestovatel Victor Guérin vesnici Januch koncem 19. století popsal jako obec sestávající ze dvou čtvrtí, oddělených vodní nádrží. V obci nalezl množství starobylých stavebních pozůstatků.[6]

- Džat leží jen cca 1 kilometr jihozápadně od vesnice Januch. Některé prameny uvádějí počátek zdejšího drúzského osídlení už v 11. století.[8] Jiné s odvoláním na místní tradici kladou příchod Drúzů až na 17. století. Obec bývá někdy identifikována jako Gat-Ašer zmiňovaný v pramenech z doby faraóna Ramesse II. Ve středověku křižáci lokalitu nazývali Ghaz a Zhat.[7] Západně od Džat stojí hrobka šejka Abu Arusiho (שיח' אבו ערוס), který patřil mezi hlavní šiřitele drúzské víry. Victor Guérin koncem 19. století Džat popsal jako menší vesnici se 150 drúzskými obyvateli. V okolí se rozkládaly olivové a fíkové háje a pěstoval se zde tabák. Vesnice vyrostla na místě staršího sídla jménem Gat (גת). V obci nalezl četné starobylé stavební památky.[4]

Obě vesnice byly dobyty izraelskou armádou v rámci Operace Chiram během války za nezávislost v říjnu roku 1948. V roce 1990 byly obě vesnice sloučeny do obce Januch-Džat. Téhož roku byl zároveň
povýšen na místní radu (malé město). V roce 2003 byl Januch-Džat sloučen s okolními obcemi Džulis, Jirka a Abu Sinan do jedné obce nazývané pracovně Město pěti, nebo zkráceně GYYA (podle počátečních písmen jejich názvů). Místní obyvatelé ale plán odmítli a roku 2004 bylo plánované spojení zrušeno a Januch-Džat obnovil svůj status samostatného malého města (místní rady).
Obyvatelé Januch-Džat se zčásti živí zemědělstvím, část za prací dojíždí, část z nich slouží v izraelské armádě. Pro veterány vyrostla nedávno na západní straně městské části Januch čtvrť Šchunat Chajalim Mešuchrarim (שכונה חיילים משוחררים). I v Džat se plánuje výstavba čtvrti pro drúzské veterány izraelské armády. Výraznějším investicím do výstavby inženýrských sítí brání chaotická a roztříštěná pozemková držba na katastru obce a příliš těsná zástavba v centru čtvrti Januch. V Januch funguje šest základních škol. Střední škola je sdílena s čtvrtí Džat. V Džat funguje pět základních škol.

## Demografie
Januch-Džat je jazykově zcela arabským a nábožensky zcela drúzským městem. Podle údajů z roku 2005 tvořili izraelští Drúzové 100 % populace. Jde o menší sídlo spíše vesnického charakteru. K 31. prosinci 2017 zde žilo 6500 lidí.
| Rok            | 1922 | 1931 | 1945 | 1948 | 1949 | 1961 |
| -------------- | ---- | ---- | ---- | ---- | ---- | ---- |
| Počet obyvatel | 214  | 306  | 410  | 505  | 516  | 710  |

| Rok            | 1922 | 1931 | 1945 | 1948 | 1949 | 1961 |
| -------------- | ---- | ---- | ---- | ---- | ---- | ---- |
| Počet obyvatel | 137  | 154  | 200  | 328  | 311  | 371  |

| Rok            | 1955 | 1961  | 1972  | 1983  | 1995  | 2001  | 2003  | 2004  | 2005  | 2006  | 2007  | 2008  | 2009  | 2010  | 2011  | 2012  | 2013  | 2014  | 2015  | 2016  | 2017  |
| -------------- | ---- | ----- | ----- | ----- | ----- | ----- | ----- | ----- | ----- | ----- | ----- | ----- | ----- | ----- | ----- | ----- | ----- | ----- | ----- | ----- | ----- |
| Počet obyvatel | 900  | 1 100 | 1 800 | 2 800 | 4 100 | 4 670 | 4 921 | 5 000 | 5 100 | 5 300 | 5 400 | 5 550 | 5 645 | 5 800 | 5 900 | 6 000 | 6 100 | 6 200 | 6 300 | 6 400 | 6 500 |